# ژاک دو لاکروتل
ژاک دو لاکروتل (به فرانسوی: Jacques de Lacretelle) نویسنده قرن نوزدهم میلادی اهل فرانسه بود.